# Mauricio Carlavilla
Mauricio Carlavilla (Valparaíso de Arriba, 1896 - Madrid, 1982), també conegut pel pseudònim Mauricio Karl, va ser un policia, escriptor i editor espanyol, de pensament anticomunista, antimaçó i antisemita. Va publicar més d'una dotzena d'obres sobre el comunisme i maçoneria.

## Biografia
Va néixer en la localitat conquesa de Valparaíso de Arriba el 13 de febrer de 1896.
És conegut com a «Mauricio Karl», un pseudònim, ja que el seu veritable nom hauria estat «Julián Carlavilla del Barrio» o «Julián Mauricio Carlavilla del Barrio». Considerat «un dels més actius propagandistes antisemites des de l'etapa republicana», va mantenir amistat amb el també escriptor Eduardo Comín Colomer, el comissari Santiago Martín Báguenas, i el general Emilio Mola.
Carlavilla sostenia la tesi que la maçoneria va ser responsable de la pèrdua de les colònies espanyoles, a més d'afirmar que Primo de Rivera havia estat enverinat per un maçó jueu. Carlavilla va exercir la professió de policia, ingressant en el Cos de Vigilància el 1921; seria expulsat el 1935 per «faltes greus». Després d'aquesta expulsió va estar involucrat al costat de Santiago Martín Báguenas en un pla per assassinar Manuel Azaña, segons Paul Preston i Gonzalo Álvarez Chillida. Relacionat amb Unió Militar Espanyola, Carlavilla hauria proporcionat al cap d'aquesta —el capità Bartolomé Barba Hernández— llistes de liberals als que eliminar.
Després d'aquesta temptativa va fugir a Portugal, per a posteriorment tornar a Espanya poc després de l'esclat de la Guerra Civil, instal·lant-se en la zona revoltada. A partir de 1936 la influència de les seves obres va créixer considerablement. Es va integrar en la Policia franquista —posteriorment, dins del Cos General de Policia—, on es va convertir en un dels màxims «experts» sobre la conspiració judeo-maçònica. L'escriptor antisemita Juan Tusquets definiria a Carlavilla com un «nazi apassionat». Després del final de la contesa va ser posat al capdavant d'una Brigada Especial de la Direcció General de Seguretat la missió de la qual era controlar als jueus residents a Espanya.
Autor d' El comunismo en España, els seus treballs s'enquadren en l'antimaçoneria i l'anticomunisme. Va escriure, entre altres obres, una biografia de Gueorgui Malenkov, així com editor de Sinfonía en rojo mayor, obra original de José Landowsky, sobre l'interrogatori a Christian Rakovski durant la Gran Purga, el 1938. El 1956 va escriure Sodomitas, un estudi sobre l'homosexualitat, obra que ha estat considerada «una de les pitjors» en aquesta temàtica de les aparegudes a Espanya, però que no obstant això arribaria a una 12a edició el 1973. Va ser fundador de l'Editorial Nos, en la qual van aparèixer publicats bona part dels seus escrits, així com col·laborador de la revista Juanpérez.
Va morir a Madrid el 24 de juny de 1982.

## Obra
- El comunismo en España, 1932.[2]
- El enemigo, marxismo, anarquismo, masonería, 1934.[2]
- Asesinos de España: marxismo, anarquismo, masonería, 1937.[2]
- Técnica del Komintern en España, La Alianza, 1937.[10]
- Guerra, sobre lo que sabe el FBI y la inteligencia militar americana sobre cuándo estallará, Editorial Nos, 1953.[17]
- Pearl Harbour, traición de Roosevelt, Editorial Nos, 1954.
- Malenkov. Biografía política y psicosexual, Editorial Nos, 1954.
- Moscú, hoy, Editorial A.H.R, 1955.[22]
- El rey. Radiografía del reinado de Alfonso XIII, Editorial Nos, 1956.
- Sodomitas, Editorial Nos, 1956.[18][23]
- Kruschev, con David Rosenberg, Editorial Nos, 1958.[24]
- Anti-España 1959: autores, cómplices y encubridores del comunismo, Editorial Nos, 1959.
- Borbones masones, Acervo, 1967.[4]

Edicions
- Yo escogí la esclavitud, Ediciones Maracay, 1953.[c]
- Yo y Moscú, Editorial Nos, 1955.[d]
- Masonería española, Editorial Nos, 1956.[e]
- Correspondencia secreta, Editorial Nos, 1961.[f]